# Bélkirálymező község
Bélkirálymező község (románul: Comuna Craiva) község Arad megyében, Romániában. Központja Bélkirálymező, beosztott falvai Bántolmács, Bélkaroly, Bélkismaros, Bélnagymaros, Bélrogoz, Csontaháza, Kislaka, Pusztaszuszág, Sajád.

## Népessége
A 2011-es népszámlálás adatai alapján a község népessége 2880 fő volt.